# Ica
För andra betydelser, se Ica (olika betydelser).
Ica ([ˈîːka]), av företaget skrivet ICA, är ett svenskt detaljhandelsföretag. Det har ungefär hälften av Sveriges dagligvaruhandel enligt leverantörsföreningen för dagligvaror, DLF. I slutet av 2024 hade Ica 1 265 egna och handlarägda butiker i Sverige samt cirka 400 apotek.
I Ica AB ingår Ica Sverige, Apotek Hjärtat, Ica Paket och Gaston husdjur. Ica Banken och Ica Fastigheter som tidigare var dotterbolag till Ica AB ligger numera under koncernens moderbolag, Ica Gruppen AB.
Ica var tidigare en förkortning av Inköpscentralernas Aktiebolag. Ica-handlarna samverkar genom Ica-handlarnas Förbund, som är medlemsorganisationen för Ica-handlarna i Sverige. Mellan 2000 och 2013 delägdes Ica av Hakon Invest och nederländska Royal Ahold N.V.

## Historik
Ica räknar sin historia tillbaka till 1917 när Hakon Swenson grundade AB Hakon Swenson, allmänt kallat Hakonbolaget, i Västerås. Den första praktiska verksamheten startade i Gävle genom köpet av grossistfirman Johan Westergren. Hakonbolaget byggde på det som kallas Ica-idén, att enskilda handlare (på den tiden oftast kallade köpmän) gemensamt skulle äga sin egen grossist. De skulle därmed samordna sina inköp, för att få stordriftsfördelar, men fortsätta konkurrera på lokal nivå med varandra. En för sin tid inte helt unik tanke, inspiration hämtades till stor del från den under sin tid ledande dagligvaruaktören, kooperationen (KF) som i slutet av 1910-talet och början av 1920-talet alltmer uppfattades som ett hot mot den privata handelns ställning. Kooperationens konkurrenskraft låg till viss del just i de samordnade inköpen, något som Hakon tidigt kom att inse. På sin tid fick Hakon höra att det var "en omöjlig idé" att samordna den privata handeln på ett liknande vis, ett uttryck som levt vidare i Ica-sammanhang.

### Inköpscentralernas AB Ica
Namnet Ica uppkom när fyra regionala, handlarägda grossistföretag grundade ett samarbetsorgan i slutet av 1930-talet. De kallade sig för inköpscentraler för att skilja sig från vanliga grossister. Den 8 april 1938 möttes Hakon Swenson, J Rudolf Lifwendahl, Emil Clemedtson och Erik Karlsson-Kyhlstedt för en middag i den förstnämndes hus i Västerås. De fyra var verkställande direktörer för Hakonbolaget, Speceristernas Varuinköp, AB Eol och Nordsvenska Köpmannabolaget. Vid middagen deltog även nära medarbetare till Hakon Swenson. De kom fram till att de fyra grossistföretagen skulle bilda ett gemensamt företag vid namn Svenska Inköpscentralernas Aktiebolag för att dra nytta av de vinster man kunde göra genom att samordna verksamheten. Detta företag grundades den 9 januari 1939 när en konstituerande stämma hölls i bolaget. Man registrerades hos Patentverket den 15 mars samma år under namnet Inköpscentralernas AB Ica. Från början hade man tänkt sig namnet "Sica", där S stod för "svenska", men det namnet var redan upptaget.

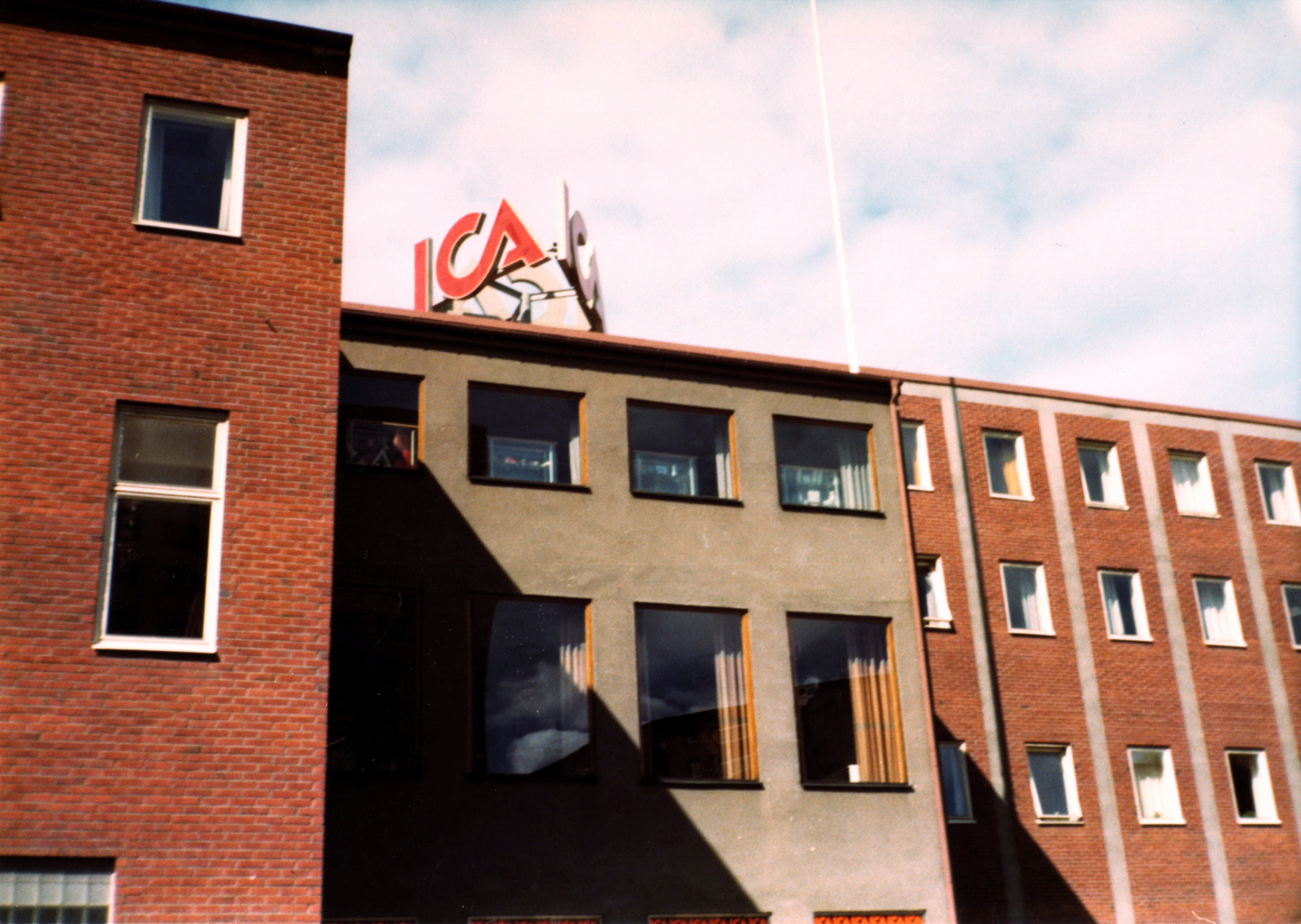
Ica:s före detta huvudkontor i Kallebäck i Göteborg 1975.

I slutet av 1930-talet täckte inköpscentralerna hela Sverige, förutom Skåne. Det skulle dock dröja till 1964 innan alla butiker som var anslutna till någon av de fyra inköpscentralerna, som samarbetade under namnet Ica, började använda namnet Ica som butiksnamn och ända till 1990 innan inköpscentralerna och samarbetsorganet Ica fusionerades till ett enda företag vid namn Ica AB.

### Ica Förbundet
1940 bildades Ica Förbundet för att stärka samhörigheten mellan butikerna. Förbundet hade dock ingen avgörande betydelse förrän 1972 när det blev huvudägare i Ica. Förbundet finns ännu kvar, men heter Ica-handlarnas Förbund och är såväl en intresseorganisation för Ica-handlarna som huvudägare i Ica Gruppen.

### Ica Industrier
1942 bildades Ica Industrier. Företaget ägdes till lika delar av de fyra inköpscentralerna. Ica Industrier förvärvade bl.a. chokladtillverkaren Svea Choklad 1950 som såldes till Candelia 1993.

### Ica Förlaget
1942 grundades Ica Förlaget och började ge ut tidningen Ica-kuriren. 1945 blev Ica Förlaget ett eget aktiebolag och dotterbolag till Ica AB. Samma år grundades Ica Bokförlag och den första utgåvan av receptboken Sju sorters kakor gavs ut.
Ica Förlaget började 1995 även ge ut Tidningen Buffé. Tidningen distribueras gratis till alla med Ica-kort. Produktionen av tidningen flyttades 2008 från Ica Förlaget till OTW.
1999 blev Ica Förlaget istället ett dotterbolag till Ica AB:s moderbolag, Ica Förbundet Invest AB (senare Hakon Invest AB och Ica Gruppen AB). Ica Förlaget bytte namn till Forma Publishing Group 2004 och såldes till Egmont 2014. Bokförlaget Forma Books, där Ica Bokförlag ingick, hade året dessförinnan sålts till Massolit Media.

### Ica-restauranger
Ica-restauranger var en restaurangkedja som bildades 1945. Stommen i företaget utgjordes av Ringbaren, en sorts kafeteria med självservering. På 1970-talet var Ica-restauranger med över 135 enheter Sveriges största restaurangföretag i enskild regi. Verksamheten avvecklades 1982.

### Metro
Under 1980-talet tog Ica över en del av de butiker som tillhörde snabbköpskedjan Metro. När kedjan upphörde 1992 tog Ica över även de kvarvarande butikerna som efterhand skyltades om till Ica-butiker.

### Ica Menyföretagen
Ica Menyföretagen (senare bara Ica Meny) grundades 1990 med verksamhet som leverantör av mat och köksutrustning till restauranger, storkök och servicehandel. 2002 blev man även en ledande leverantör av alkoholhaltiga drycker till restauranger genom att man förvärvade RestaurangPartner från Systembolaget. I juni 2006 aviserade Ica att man sålt Ica Meny till Nordic Capital som efter förvärvet bytte namn på bolaget till Menigo.

### Ica Norge

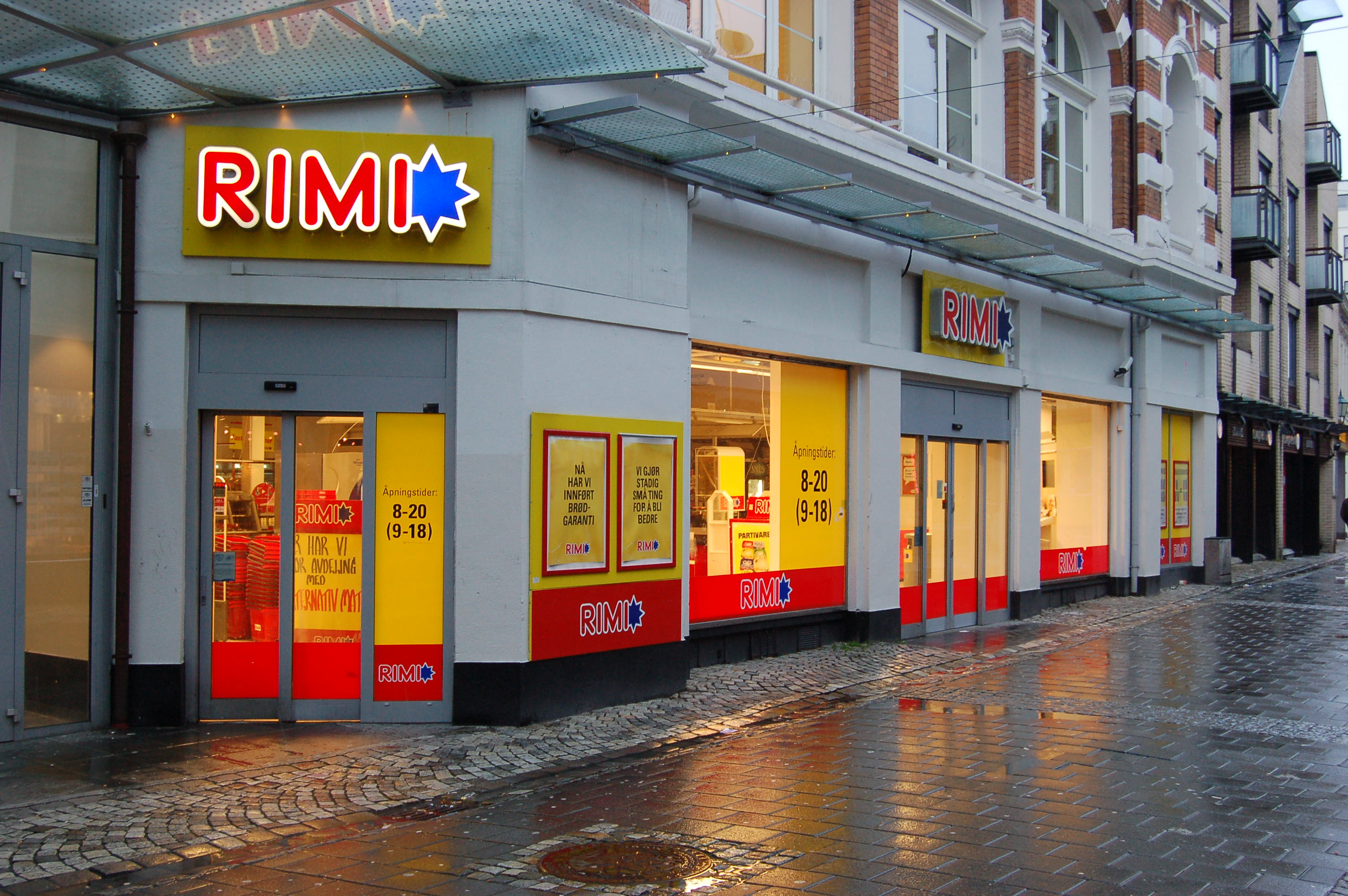
Rimi i Bergen i Norge.

Den första Ica-butiken i Norge öppnade i Oslo 1993. Genom samgåendet med norska Hakon Gruppen 1999 så utökades Icas verksamhet i Norge.
Ica Norge hade 571 butiker i slutet av 2013, där ca 60 % var helägda och resten drevs i franchiseform. Ica Norge hade som mest fem butiksprofiler:
- Ica Nær – närbutiker, tidigare Ica Sparmat[35]
- Ica Supermarked – lite större matbutiker
- Ica Maxi – stormarknader
- Rimi – lågprisbutiker
- Matkroken – närbutiker främst drivna av franchisetagare[34]

Butiksprofilerna minskade till tre då Ica sålde Maxi-butikerna till Lagopus Eiendomsutvikling i april 2012 och under 2013 omvandlade man Nær-butikerna till Rimi- eller Matkroken-butiker.
I oktober 2014 meddelade Ica Gruppen att man skulle avyttra Ica Norge till Coop Norge för 2,8 miljarder SEK. Försäljningen slutfördes i april 2015 efter godkännande från den norska konkurrensmyndigheten.

### Statoil Detaljhandel Skandinavia
Ica startade 1999 ett gemensamt bolag med norska Statoil för att driva bensinstationer och tillhörande servicehandel i Sverige, Norge och Danmark. Statoil hade redan lanserat en servicehandel under namnet Mango, men efter att det gemensamma bolaget hade bildats omvandlades konceptet till Ica Express. I maj 2004 sålde Ica sin ägarandel i bolaget till Statoil.

### Ica Danmark
I juni 2000 gjorde Ica intåg på den danska dagligvarumarknaden genom att bli delägare i kedjan ISO med 11 butiker i Köpenhamnsområdet. I slutet av 2003 tog Ica över hela ägandet av ISO som då innefattade 13 butiker. I juli 2004 meddelade Ica att man lämnade Danmark genom en försäljning av ISO-kedjan till danska Dagrofa.

### Netto Marknad
2001 startade Ica och Dansk Supermarked ett gemensamt bolag, Netto Marknad AB, för att etablera den danska lågpriskedjan Netto i Sverige. I maj 2002 öppnade den första svenska Netto-butiken och 2006 fanns det totalt 84 Netto-butiker i Sverige. I december 2006 sålde Ica merparten av sin andel i Netto Marknad till Dansk Supermarked. Som en del i affären tog Ica över 21 butiker och omvandlade vissa av dem till Ica-butiker.

### Ica Banken
Under 2001 startade Ica sin egen bank. Ica Banken var en utveckling av kundkortstjänsten som efter att man erhållit banktillstånd kunde tillåta större belopp än det tidigare taket på 15 000 kronor. Ica Banken var tidigare ett dotterbolag till Ica AB, men 2013 blev det istället ett dotterbolag till Ica Gruppen AB.

### Rimi Baltic

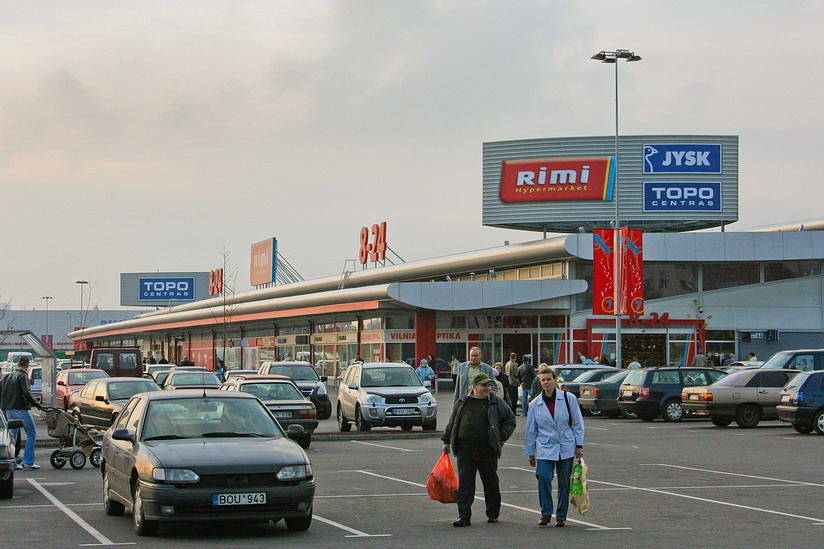
Rimi Hypermarket shoppingcenter i Žirmūnai, Vilnius.

Ica gjorde den första baltiska etableringen i Lettland 1997. I slutet av 2004 hade man 78 butiker i Estland, Lettland och Litauen under Rimi-kedjan. I januari 2005 startade Ica och finska Kesko ett samägt bolag, Rimi Baltic, där man samlade bolagens verksamhet inom dagligvaruhandel i Baltikum. I oktober 2006 förvärvade Ica Keskos andel i bolaget och Rimi Baltic blev ett helägt dotterbolag till Ica AB.
I februari 2025 hade Rimi Baltic totalt 314 butiker fördelade på fyra butiksformat. Rimi Hyper, Rimi Super och Rimi Express fanns i alla tre länder medan närbutikerna Rimi Mini bara fanns i Estland och Lettland. Tidigare hade man även lågpriskedjorna Säästumarket i Estland och SuperNetto i Lettland och Litauen, men de butikerna stängdes ner eller omvandlades till Rimi-butiker under 2010-talet.
I mars 2025 meddelade Ica Gruppen att man avsåg sälja Rimi Baltic till Salling Group för 1,3 miljarder EUR. Efter godkännande från berörda myndigheter slutfördes avyttringen i juni 2025.

## Organisation

### Ica Sverige

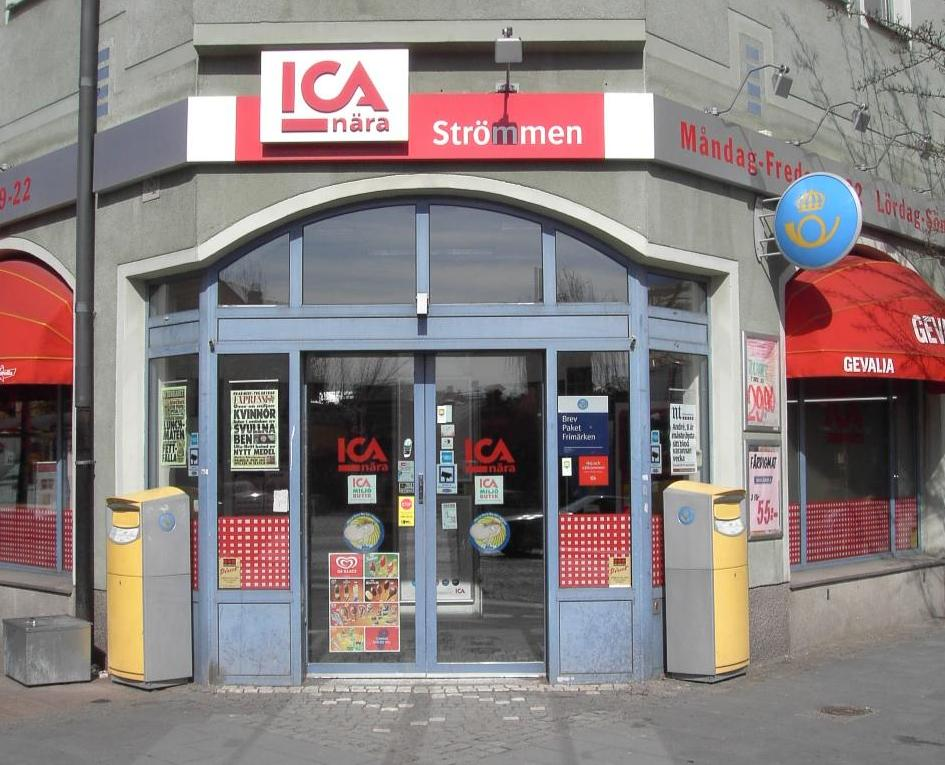
Ica nära-butiken Strömmen i Norrköping.

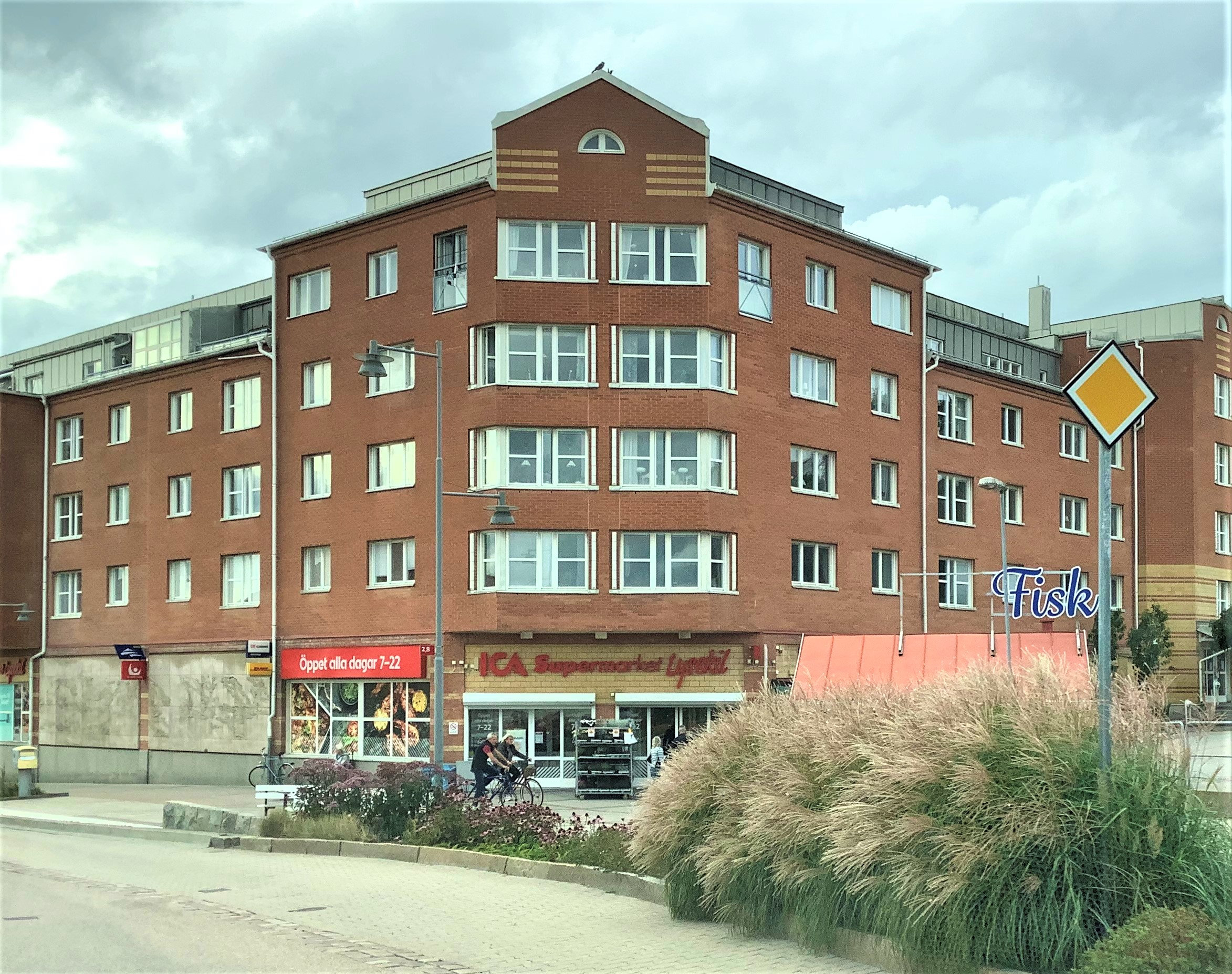
Ica Supermarket på Landsvägsgatan 17 i Lysekil.

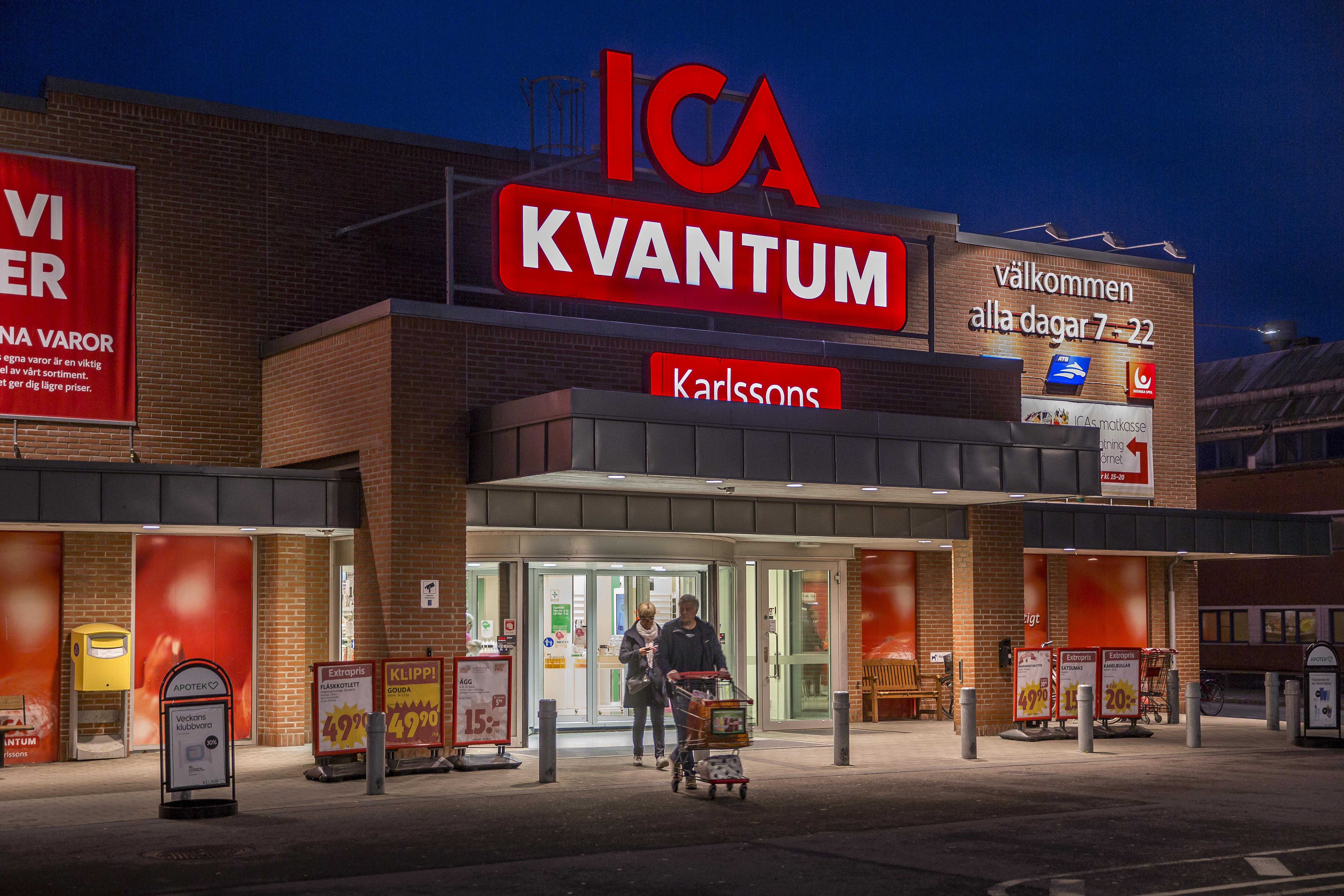
Ica Kvantum Karlssons i Svedala.

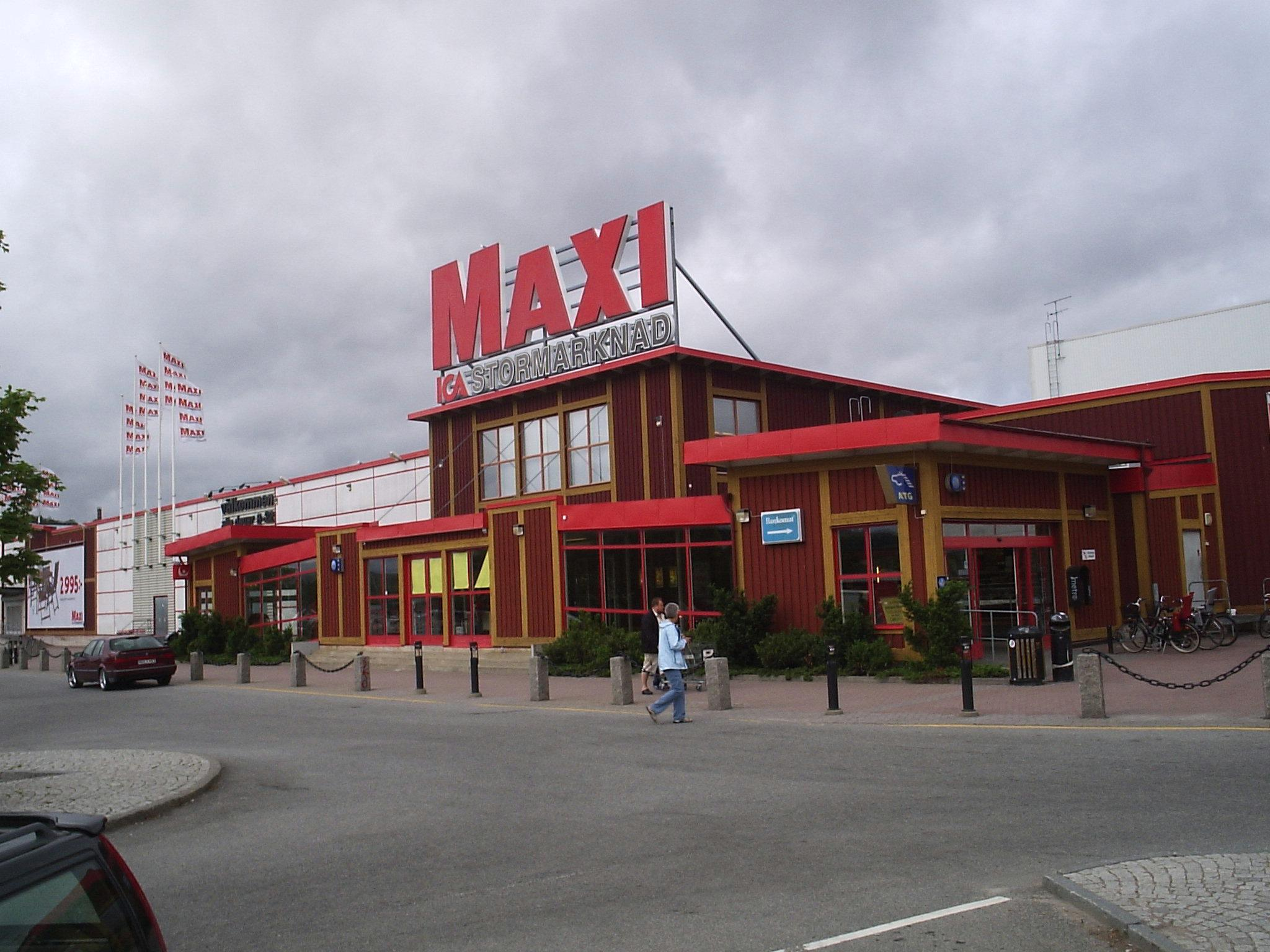
Ica Maxi i Kungälv.

Butikerna i Sverige drivs genom egna handlare där handlarna äger och driver butikerna själva, men har avtal med Ica Sverige som gör gemensamma inköp, stöttar i frågor om försäljning och effektivisering samt ansvarar för logistik och samlad marknadskommunikation.
Ica-butikerna i Sverige hade 2023 ungefär halva marknaden för dagligvaruhandel, sett till den samlade försäljningen. Sammanlagt fanns det 1265 Ica-butiker i december 2024. I september 2020 öppnade den första obemannade Ica-butiken enligt konceptet som Ica kallar ToGo.
Ica Sverige delar in sina butiker i fyra olika profiler kopplade till storlek och sortiment: Ica Nära, Supermarket, Kvantum och Maxi. I början av 2000-talet fanns även en femte profil, Rimi, som hade lanserats tidigt på 1990-talet. Under 2003 avvecklades Rimi-profilen i Sverige och de flesta Rimi-butiker skyltades om till Ica Supermarket.

#### Ica Nära
Ica Nära är små och lättillgängliga närbutiker, som ligger nära kundernas bostäder eller arbetsplatser. Butikerna har mellan 4 000 och 8 000 olika varor (artiklar).

#### Ica Supermarket
Ica Supermarket är lite större matbutiker, belägna i bostadsområden eller stadskärnor. Det är ofta den största butiken i mindre orter. Butikerna har mellan 7 000 och 11 000 varor (artiklar).

#### Ica Kvantum
Ica Kvantum är stora matbutiker med stort utbud av färskvaror och med ekologiska och lokala alternativ. Butikerna ligger ofta på trafikorienterade platser och i centrum av orter. Butikerna har mellan 12 000 och 19 000 varor (artiklar).

#### Ica Maxi Stormarknad
Ica Maxi är Icas stormarknader, ofta belägna i utkanten av tätorter och lättillgängliga med bil. Maxi är Icas största butiker med ett brett sortiment av dagligvaror och specialvaror. Butikerna har mellan 29 000 och 38 000 varor (artiklar).

### Apotek Hjärtat

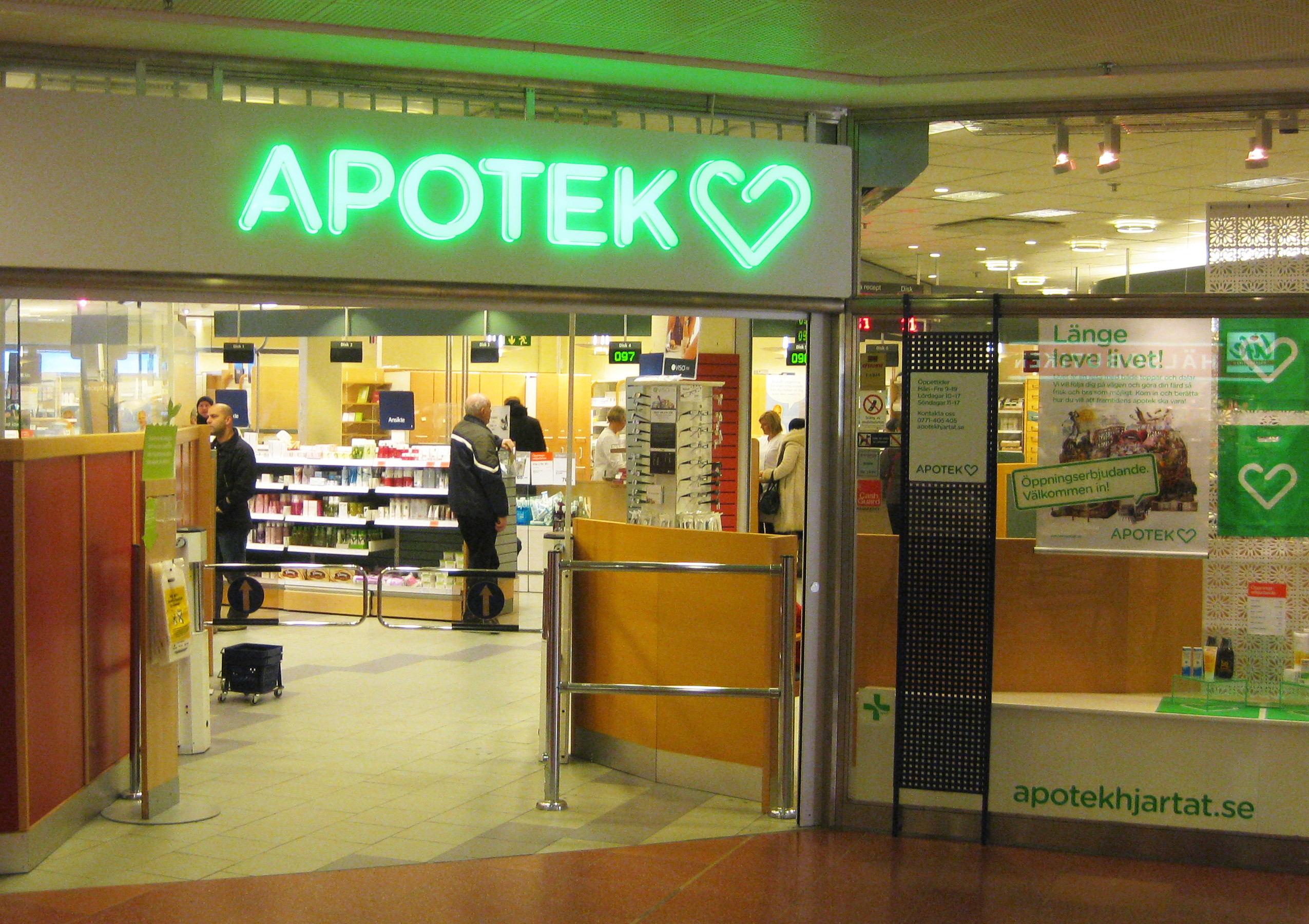
Apotek Hjärtat på Frölunda torg.

Cura apoteket startades 2010 i samband med omregleringen av apoteksmonopolet 2009, leddes av Håkan Magnusson, och var en del av Ica Sverige AB. Samtliga Cura-apotek var fullsortimentsapotek med både receptfria och receptbelagda läkemedel, och var uteslutande inrymda i utvalda Ica Maxi och Ica Kvantum. I juni 2015 fanns det 69 Cura-apotek.
I november 2014 tecknade Ica avtal med Altor om att förvärva Apotek Hjärtat som var den då största svenska privatägda apotekskedjan.  Affären godkändes av Konkurrensverket i januari 2015 och arbetet med att omvandla Cura-apoteken till Apotek Hjärtat slutfördes under hösten 2015. I slutet av 2024 hade Apotek Hjärtat strax under 400 apotek.

### Ica Paket
I oktober 2023 lanserade Ica i samarbete med Early Bird och Ingrid en pakettjänst, Ica Paket. Affärsidén är att nyttja befintliga transporter till Icas butiker för att samtidigt leverera paket som kunderna kan hämta ut när de handlar. I mars 2025 hade 30 e-handlare anslutit till tjänsten.

### Gaston husdjur
Gaston lanserades av Ica i oktober 2024 och är en fackhandel för husdjursprodukter. Gaston husdjur AB drivs som ett dotterbolag till Ica AB och per mars 2025 har man öppnat två butiker, en i Uppsala och en i Västerås.

## Icas egna varor
Ica har egna märkesvaror. Icas egna varor säljs under märken som Ica, Ica Basic, I love eco, Ica Selection, Ica Gott liv, Ica Skona, Ica Home och Ica Cook & Eat. En av de första egna märkesvarorna som lanserades på Ica var Luxus kaffe som nådde marknaden runt 1920.

## Logotypen
Den nuvarande logotypen, med bokstäverna ICA, kom till 1963 och skapades av industridesignern och sedermera designprofessorn Rune Monö. Efter att den godkänts skyltades alla Ica-butiker om 1964. Tidigare hade varje inköpscentral haft en egen logotyp som användes av handlarna för att visa att de tillhörde en inköpscentral. En gemensam Ica-symbol hade även funnits sedan 1940-talet, men endast använts sporadiskt av Essve, Eol och Nordsvenska, men inte av den största inköpscentralen, Hakonbolaget.

## Reklam
Ica låg tidigt i framkant vad gällde reklam, bland annat med affischmåleri på 1940-talet, husmorsfilmer på 1950- och 1960-talen och reklamfilmer på Sky Channel på 1980-talet. Från 1973 till 1990 användes de två reklamfigurerna Icander och Monica. Den förstnämnde hade tillkommit redan 1971, men de första två åren endast inom Hakonbolagets område. Sedan år 2001 har en reklamfilmsserie i snabbköpsmiljö med huvudrollsinnehavare, återkommande rollkaraktärer och förvecklingar visats i första hand på teve.

## Verkställande direktörer
Verkställande direktörer för Ica AB (tidigare Inköpscentralernas AB Ica, Ica Handlarnas AB och Ica Ahold AB):
- 1938–1941: fanns endast firmatecknare
- 1941–1945: Eric Andersson
- 1945–1947: fanns endast firmatecknare
- 1947–1962: Gustaf Kollberg
- 1962–1972: Stig Svensson
- 1972–1978: Nils-Erik Wirsäll
- 1978–1981: Karl Erik Åman
- 1981–1986: Frans-Henrik Schartau
- 1986–1998: Roland Fahlin
- 1999–2000: Svante Nilsson
- 2000–2001: Roland Fahlin
- 2001–2012: Kenneth Bengtsson
- 2012–2013: Per Strömberg

I maj 2013 blev Per Strömberg istället VD för Ica Gruppen AB som samtidigt bytt namn från Hakon Invest AB efter att bolaget förvärvat samtliga aktier i Ica AB. Ica AB har sedan dess inte haft någon verkställande direktör.

## Samarbete med högskolor och universitet
Företaget är en av medlemmarna, benämnda Partners, i Handelshögskolan i Stockholms partnerprogram för företag som bidrar finansiellt till högskolan och nära samarbetar med den vad gäller forskning och utbildning.